# 202 (liczba)
202 (dwieście dwa) – liczba naturalna następująca po 201 i poprzedzająca 203.

## W matematyce
- 202 jest liczbą półpierwszą
- 202 jest dziewiątą liczbą Smitha[1]
- 202 jest sumą czterech liczb pierwszych (43 + 47 + 53 + 59)
- 202 jest palindromem liczbowym, czyli może być czytana w obu kierunkach, w dziesiętnym systemie liczbowym
- 202 należy do dwóch trójek pitagorejskich (40, 198, 202), (202, 10200, 10202)
- 202 jest jedną z liczb, które na wyświetlaczu siedmiosegmentowym mają tę samą wartość po obróceniu o 180o (ang. strobogrammatic number)[2]

## W nauce
- galaktyka NGC 202
- planetoida (202) Chryseïs
- kometa krótkookresowa 202P/Scotti

## W kalendarzu
202. dniem w roku jest 21 lipca (w latach przestępnych jest to 20 lipca). Zobacz też co wydarzyło się w roku 202, oraz w roku 202 p.n.e.